# Ferdinand Rugel
Ferdinand Rugel auch als Ferdinand Ignatius Xavier (* 17. Dezember 1806 in Wolfegg; † 31. Januar 1879 in Jefferson County) war ein deutsch-amerikanischer Apotheker und Botaniker. Er war einer der bedeutendsten botanischen Sammler vor dem Amerikanischen Bürgerkrieg. Sein botanisches Autorenkürzel lautet „Rugel“.

## Leben
Nach der Schule erlernte Rugel in Weingarten bei Apotheker Hund die Pharmazie. Anschließend war er als Gehilfe tätig. 1827 zog er nach Bern, um dort in einer Apotheke zu arbeiten. Dort begann sein Interesse für die Botanik und Rugel lernte den britischen Botaniker Robert James Shuttleworth kennen. Rugel führte verschiedene Exkursionen in den Alpen, in Frankreich, in den Pyrenäen und in Sizilien durch.
1831 legte er in Tübingen das pharmazeutische Staatsexamen ab. 1840 reiste er in die Vereinigten Staaten, um dort Pflanzen und Insekten zu sammeln. In den USA unternahm er einige Reisen, die ihn nach Virginia, Tennessee, Florida und Alabama führten.
1845 heiratete Rugel. Anschließend hatte er in Dandridge eine Praxis als Heilkundiger. Später sammelte er in Südflorida und auf Kuba. Danach zog er nach Jefferson County auf eine Farm, wo er bis zu seinem Tod blieb.
Mit seinen Sammlungen versorgte Rugel die Herbarien vieler europäischer Botaniker. Einige Teile seines eigenen Herbariums gelangten in das Philadelphia College of Pharmacy and Science, andere sind im Londoner Natural History Museum und im Museum des Botanischen Institutes in Bern zu finden.

## Ehrungen
Es wurden mehrere Pflanzenarten nach Rugel benannt, darunter die in der Homöopathie gebräuchliche Liliaceae Trillium rugelii (=Trillium erectum L.). Auch die Pflanzengattung Rugelia Shuttlew. ex Chapm. aus der Familie der Korbblütler (Asteraceae) wurde nach ihm benannt.